# Volonne
Volonne – miejscowość i gmina we Francji, w regionie Prowansja-Alpy-Lazurowe Wybrzeże, w departamencie Alpy Górnej Prowansji.

## Demografia
Według danych na rok 1990 gminę zamieszkiwało 1387 osób, a gęstość zaludnienia wynosiła 56 osób/km². W styczniu 2015 r. Volonne zamieszkiwało 1718 osób, przy gęstości zaludnienia wynoszącej 69,4 osób/km².